# セントメアリー郡 (ルイジアナ州)
セントメアリー郡（英: St. Mary Parish）は、アメリカ合衆国ルイジアナ州の南部に位置する郡である。2010年国勢調査での人口は54,650人であり、2000年の53,500人から2.1％増加した。郡庁所在地はフランクリン市（人口7,660人）であり、同郡で人口最大の町はモーガンシティ市（人口12,404人）である。
セントメアリー郡はその全体でモーガンシティ小都市圏を構成している。

## 地理
アメリカ合衆国国勢調査局に拠れば、郡域全面積は1,119平方マイル (2,898 km2)であり、このうち陸地613平方マイル (1,587 km2)、水域は506平方マイル (1,311 km2)で水域率は345.23％である。

### 主要高規格道路
- アメリカ国道90号線
- ルイジアナ州道83号線
- ルイジアナ州道87号線
- ルイジアナ州道317号線

### 隣接する郡
- アイビーリア郡 - 北
- セントマーティン郡 - 東
- アサンプション郡 - 南東
- テレボーン郡 - 南
- メキシコ湾 - 西

### 国立保護地域
- バイユーテッシュ国立野生生物保護区

## 人口動態
以下は2000年国勢調査による人口統計データである。
| 基礎データ - 人口: 53,500人 - 世帯数: 19,317 世帯 - 家族数: 14,082 家族 - 人口密度: 34人/km2（87人/mi2） - 住居数: 21,6506軒 - 住居密度: 14軒/km2（35軒/mi2） 人種別人口構成 - 白人: 62.79% - アフリカン・アメリカン: 31.79% - ネイティブ・アメリカン: 1.39% - アジア人: 1.64% - 太平洋諸島系: 0.02% - その他の人種: 0.88% - 混血: 1.50% - ヒスパニック・ラテン系: 2.15% 言語別人口構成 - フランス語またはケイジャン・フランス語: 5.43% - スペイン語: 2.45% - ベトナム語: 1.59% 年齢別人口構成 - 18歳未満: 29.7% - 18-24歳: 8.7% - 25-44歳: 28.7% - 45-64歳: 21.9% - 65歳以上: 11.0% - 年齢の中央値: 34歳 - 性比（女性100人あたり男性の人口） - 総人口: 95.0 - 18歳以上: 92.2 | 世帯と家族（対世帯数） - 18歳未満の子供がいる: 36.7% - 結婚・同居している夫婦: 51.0% - 未婚・離婚・死別女性が世帯主: 16.5% - 非家族世帯: 27.1% - 単身世帯: 23.2% - 65歳以上の老人1人暮らし: 8.7% - 平均構成人数 - 世帯: 2.74人 - 家族: 3.23人 収入と家計 - 収入の中央値 - 世帯: 28,072米ドル - 家族: 33,064米ドル - 性別 - 男性: 31,570米ドル - 女性: 18,341米ドル - 人口1人あたり収入: 13,339米ドル - 貧困線以下 - 対人口: 23.6% - 対家族数: 20.6% - 18歳未満: 31.3% - 65歳以上: 19.0% |

## 都市と町

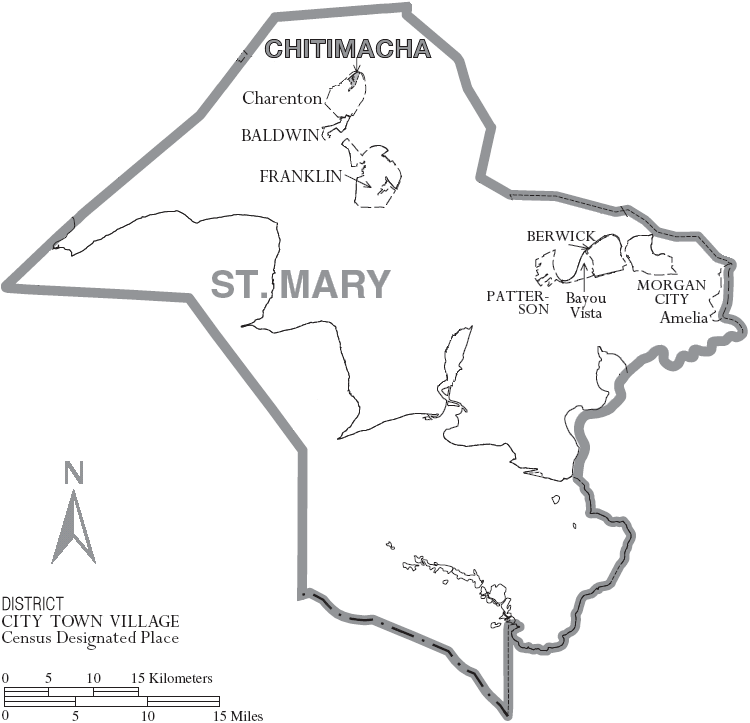
セントメアリー郡図

- フランクリン - 郡庁所在地
- モーガンシティ
- パターソン
- ボールドウィン
- バーウィック

### 国勢調査指定地域
- アメリア
- バイユービスタ
- シャレントン

## 教育
セントメアリー郡教育委員会が地元の公立学校を運営している。
インディアン事務局が、郡内未編入領域のシャレントンでチティマチャ全日制学校を運営している。

## 新聞
郡内では「モーガンシティ・レビュー」（発行部数6,000部）と「フランクリン・バナー・トリビューン」（同3,500部）の2つの新聞が発行されている。

## 著名な出身者
- エリザベス・ビスランド（1861年-1929年）、ジャーナリスト、著作家、ネリー・ブライと競った世界一周旅行で著名[10]
- マーフィー・J・フォスター・ジュニア（1930年生）、1996年から2004年までルイジアナ州知事